# Jan Beran

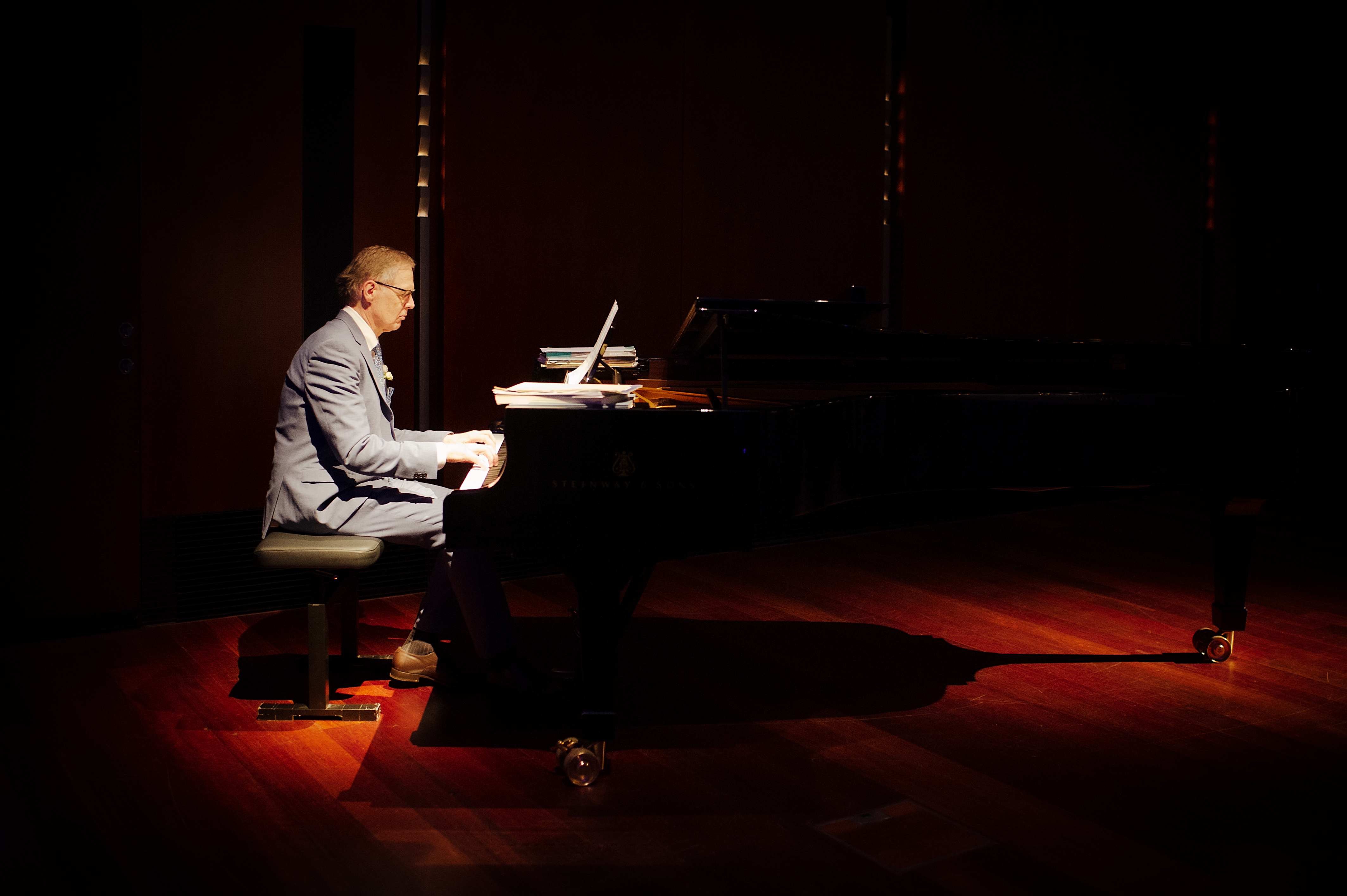
Jan Beran (2021)

Jan Beran (* 7. April 1959 in Prag) ist ein Schweizer Komponist, Mathematiker und Statistiker tschechischer Herkunft.

## Familie
Seine Mutter Zdeňka Beranová-Holanová (1924–2011) war Ärztin, sein Vater Josef Beran (1920–1993) Lebensmittelingenieur und Önologe. Sein Grossvater mütterlicherseits Vítězslav Holan (1898–1973) war einer der führenden Vertreter des Ministeriums für Industrie und Handel während der Ersten Tschechoslowakischen Republik und Generalsekretär der Senatoren der Agrarpartei. Jan Berans Frau Sucharita Ghosh ist ebenfalls mathematische Statistikerin, ihre Tochter ist die Schauspielerin Céline Beran.

## Leben
Nach dem Ende des Prager Frühlings 1968 kam Jan Beran mit seiner Familie in die Schweiz und wuchs in der Nähe von Zürich auf. Er studierte Mathematik an der ETH Zürich und schloss 1986 mit dem Doktorat bei Hans Künsch und Frank Hampel ab. Das Thema seiner Dissertation war die Theorie selbstähnlicher und verwandter fraktaler Prozesse und deren statistische Analyse. Die musikalische Früherziehung (Klavier) und der prägende Einfluss von Armin Schibler in seiner Schulzeit (Literargymnasium Rämibühl) führten ihn zu weiteren informellen Studien in Musiktheorie und Komposition an der Universität Zürich. Zu seinen Lehrern gehörten Hans Ulrich Lehmann und Arthur Godel.
Von 1987 bis 1991 war Jan Beran Gastwissenschaftler an verschiedenen amerikanischen Universitäten (Stanford, University of Washington, Cornell), Visiting Assistant Professor an der University of North Carolina, Chapel Hill (1987–1988) und Assistant Professor an der Texas A&M University (1988–1991). Nach seiner Rückkehr in die Schweiz arbeitete er kurzzeitig als Statistiker bei den Winterthur Versicherungen. Von 1992 bis 1994 war er wissenschaftlicher Mitarbeiter und statistischer Berater am Institut für Sozial- und Präventivmedizin der Universität Zürich. 1994 wurde er zum Professor für Statistik an der Universität Konstanz (Deutschland) ernannt, zunächst am Fachbereich Wirtschaftswissenschaften und Statistik (1994–1998) und ab 1998 am Fachbereich Mathematik und Statistik.
In seiner Jugend war Jan Beran aktiver Tennisspieler und gewann 1974 die Zürcher U-16-Tennismeisterschaft.

## Wirken

### Mathematiker und Statistiker
Als Wissenschaftler ist Jan Beran vor allem für seine Arbeiten zu Prozessen mit langem Gedächtnis, Zeitreihenanalyse, statistischen Methoden in der Musikwissenschaft und Anwendungen in den Finanz-, Wirtschafts-, Medizin-, Biologie- und Umweltwissenschaften bekannt. Er gehörte den Editorial Boards verschiedener wissenschaftlicher Zeitschriften an (Journal of the American Statistical Association, Journal of Computational and Graphical Statistics, Journal of Mathematics and Music, Journal of Statistical Planning and Inference, Journal of Statistical Theory and Practice), und Autor und Co-Autor von fünf Büchern, darunter „Statistics for Long-Memory Processes“ (1994), „Statistics in Musicology“ (2003), „Long-Memory Processes – Probabilistic Properties and Statistical Methods“ (2013, mit Yuanhua Feng, Sucharita Ghosh und Rafal Kulik) und „Mathematical Foundations of Time Series Analysis“ (2017). Er ist „Journal of Time Series Analysis Distinguished Author“. Im Jahr 2022 wurde er zum Fellow des „Institute of Mathematical Statistics“ ernannt. Er erhielt die Auszeichnung für seine „bahnbrechende Forschung im Bereich der statistischen Analyse langfristig abhängiger Prozesse und für wegweisende Forschungsmonographien, die die Forschung der letzten 25 Jahre auf diesem Gebiet fundamental beeinflusst haben“.
Ausgewählte Arbeiten auf dem Gebiet der mathematischen Statistik:
- Beran, J. (1994). Statistics for long-memory processes. Chapman & Hall/CRC Press, New York, ISBN 978-0-203-73848-1.
- Beran, J. (2003). Statistics in musicology. Chapman & Hall (CRC Press), New York, ISBN 978-1-58488-219-0, ISBN 1-58488-219-0.
- Beran, J., Feng, Y., Ghosh, S. and Kulik, R. (2013). Long-memory Processes - Probabilistic Properties and Statistical Methods. Springer Berlin, Heidelberg, ISBN 978-3-642-35512-7.
- Beran, J. (2017). Mathematical Foundations of Time Series Analysis: A Concise Introduction. Springer International Publishing, ISBN 978-3-319-74378-3.

### Komponist und Pianist
Jan Berans Musik zeichnet sich durch eine Mischung aus zeitgenössischen Techniken, markanten Rhythmen, Jazz-Reminiszenzen und Minimalismus aus. Sein elektronisches Klavierkonzert „Śānti“ (col legno WWE 20062) wurde beschrieben als „…weitgespannte, auf tiefen Orgelpunkten langsam ihre Physiognomie ändernde, stets differenziert ausgehörte Klangwelten von ganz eigenem Reiz…“ (Frankfurter Allgemeine Zeitung vom 24. August 2001). Aufgrund seines mathematischen Hintergrunds wird er manchmal mit mathematisch orientierten Komponisten in Verbindung gebracht.
In seinem Klavierkonzert „In Licht zerhaucht“ lotet er kombinatorische Möglichkeiten aus, indem er das Publikum in den Kompositionsprozess einbezieht. Die meisten seiner Kompositionen sind beim Verlag Müller & Schade erschienen. Seine Werke werden oft bei Musikfestivals wie Murten Classics, Tage der zeitgenössischen Musik Prag oder Femmusicale gespielt. Seine Musik wurde von col legno, Centaur Records, VDE Gallo, Vienna Modern Masters und Orlando Records aufgenommen. Jan Beran ist Mitglied des Verbandes tschechischer Komponisten (Společnost českých skladatelů při AHUV) und von SONART. Zu den Musikern, mit denen er zusammengearbeitet hat, gehören Kevin Griffiths, René Kubelík, Patrizio Mazzola, Südwestdeutsche Philharmonie, Beat Fehlmann, Christopher Raphael, John Sanderson, Guerino Mazzola, Judita Škodová, Daniel Wiesner, Ludmila Waldmann Pavlová, Petr Novák, Jan Fila und Barbora K Sejaková.

#### Musikalische Werke (Auswahl)
- "In Licht zerhaucht" for piano and orchestra (Müller & Schade, M&S 2275)
- "Capriccio" for piano (Müller & Schade, M&S 2504)
- "Painted lady" for 2 pianos (Müller & Schade, M&S 2500)
- "Winter" for oboe and piano. (Müller & Schade, M&S 2317)
- "Mist Covered Mountains" for oboe, piano and orchestra (Müller & Schade, M&S 2276)
- "Rêverie" for piano (Müller & Schade, M&S 2132)
- "Rhapsody" for clarinet and piano (Müller & Schade, M&S 2502)
- "D'un air rêveur" for bassclarinet and piano (Müller & Schade, M&S 2278)
- "Strange words the wind tossed" for bassclarinet and piano (Müller & Schade, M&S 2277)
- "Strange words the wind tossed" for violin and piano (Müller & Schade, M&S 2292)
- "Im klaren Blau" for piano (Müller & Schade, M&S 2291)
- "Zwei Gleichgewichts-Capriccios" for flute and piano (Müller & Schade, M&S 2499)
- "Mitten in uns" for violin and piano (Müller & Schade, M&S 2503)
- "Après la pluie" for violin and piano (Müller & Schade, M&S 2419)
- "Après la pluie" for cello and piano (Müller & Schade, M&S 2290)
- "4 poèmes for piano" (Müller & Schade, M&S 2325)
- "Ballade" for harp and piano (Müller & Schade, M&S 2324)
- "Séraphins en pleurs" for flute and piano (Müller & Schade, M&S 2498)
- "Spaziergang" for soprano, cello and piano (Müller & Schade, M&S 2501)
- "Leis’ wie eine Märchenweise" for piano (Müller & Schade, M&S 2456)
- "Valse nostalgique" for piano (Müller & Schade, M&S 2455)
- "Träume, die in deinen Tiefen wallen" for cello and piano (Müller & Schade, M&S 2505)
- "Esquisses" for piano (Müller & Schade, M&S 2323)

#### Diskographie
- Aniseikonia (LP, H.O.E. Zurich)
- Cirri (CD, Centaur Records CRC 2100)
- Immaculate Concept (CD, SToA Music ST-71.1002, jointly with G. Mazzola)
- Santi (CD, col legno WWE 20062)
- Chamber Music 2003–2006 (CD, Vienna Modern Masters VMM 2049, jointly with Christopher Raphael)
- Jan Beran, John Sanderson, Christopher Raphael (CD, Gallo CD-1370)
- Idyll und Refugium (CD, Gallo CD-1422; with Patrizio Mazzola)[18]
- As you like it (CD, Orlando Records OR0040; with Patrizio Mazzola, piano; Kevin Griffiths, conductor; Südwestdeutsche Philharmonie Konstanz)[19]
- Poèmes sans paroles (CD, Orlando Records OR0039; with René Kubelík, violin, Patrizio Mazzola, piano)